# ديركيتو

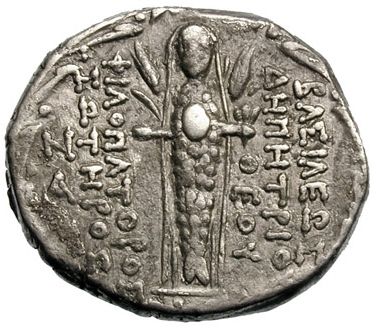
عملة ديميتريوس الثالث. مع تصوير لديركيتو(مقلوب)

ديركيتو (Δερκετώ أو ديركيتيس ) كانت حسب ديودور، الذي يعتمد على مؤلف كتيسياس المفقود بيرسيكا Persika ، إلهة عسقلان الرئيسية . الجزء العلوي من جسمها على هيئية فتاة والجزء السفليعلى هيئية سمكة وبذلك تشبه الإله الفلستي دجن . قدمت لها تضحيات في بركة بالقرب من المدينة. كانت الاسماك قديسات لها ، لذلك لم يأكلها شعب عسقلان. يذكر هيرودوت أفروديت السماوية من عسقلان ( Aphrodite Urania ) ، والتي ربما تتوافق مع ديركيتو. معبد أفروديت أورانيا في عسقلان حسب هيرودوت أقدم معبد لهذه الإلهة على الإطلاق. وفقا للقبارصة ، تأسست المعابد في قبرص انطلاقًا من عسقلان، فالذي في كيثيرا أسس من قبل الفينيقيين من نواحي عسقلان . وفقًا لـ سترابو ، فإن أفروديت أورانيا متطابقة مع اترغاتيس . اسمهم الآرامي اتراعتا . توصف اترعتا في بعض الأحيان على أنها مزيج من الثلاثة آلهة السورية عشتروت ، عنات وعشيره ( بالأوغاريتية اتيراتو) انظر ( الإلهة السورية ).
حسب اولبرايت ، اسم ديركيتو مشتق من الكلمة الأوغاريتية داركاتو darkatu بمعنى الحُكم . أتيراتو هي أيضا إلهة البحر ، "الربة التي تمشي على البحر". من شأن ذلك أن يناسب تحول ديركيتو إلى سمكة. في النص الأوغاريتية آخر (RS 24252) اثيراتو هي كذلك "ملكة السماء العالية، شميم راميم . عملة فضية من عهد ديميتريوس الثالث. تُظهرها في شكل سمكة ، محاطة بقرني حبوب ، مما يشير إلى موقعهم كإلهة الخصوبة.
هي والدة الملكة سميراميس الأسطورية.
وفقا لإتمولوغيكوم ماغنوم Etymologicum magnum ، كان البطل الليدي كاستريوس والد سميراميس. وفقا لتقليد من كسانتوس ( أثينايوس ، Deipnos 8 ، 37) اغرق موفسوس ديركيتو في بحيرة عسقلان المقدسة.

## أدبيات
- Jutta Schöps-Körber: سميراميس. عشيقة أشور وبابل . Monsenstein and Vannerdat ، مونستر 2012 ، ISBN 978-3-86991-658-3 .
- WF Albright: يهوه وآلهة كنعان ، نيويورك 1968.
- فيلهلم إيلرز: سميراميس. أصل وصدى ملحمة شرقية قديمة ، فيينا 1971 ، ISBN 3-205-03660-3 .
- T. Kwasman ، مراجعة: Mordechai Cogan / Israel Eph'al (ed. ) آه ، آشور. . . دراسات في التاريخ الآشوري والتاريخ القديم للشرق الأدنى قدمت إلى حاييم تدمر (Scripta Hierosolymitana 33) ، (القدس 1991) في: Bibliotheca Orientalis 55 (1998) 467 ص.
- CF Lehmann: سميراميس التاريخي وهيرودوت ، في: كليو الأول (1901) 156 وما يليها.
- دبليو ناجل: نينوس و سميراميس في الأسطورة والتاريخ ؛ الدول الإيرانية والبدو الرحل أمام داريوس ، برلين 1982.
- جيوفاني بيتيناتو: سميراميس. عشيقة أشور وبابل . السيرة الذاتية (العنوان الأصلي: سميراميد ، ترجمة روبرت ستيجر) ، أرتميس ، زيوريخ 1988 ، ISBN 3-7608-0748-8 ، مع ببليوغرافيا واسعة في ص .309 و ؛ كغلاف عادي في dtv ، ميونيخ 1991 ، ISBN 3-423-11402-9 .
- AH Sayce: The Legend of Semiramis ، in: The English Historical Review 3/9، 1888، 104-113.
- هارتموت شموكيل : سميراميس ، في: عظماء تاريخ العالم الأول ، كيندلر ، زيوريخ 1971 ، 194 وما يليها.
- و. شرام: هل كان الوصيف الآشوري سميراميس؟ ، في: هيستوريا 21 (1972) 513 وما يليها.
- موشيه وينفيلد: سميراميس: اسمها وأصلها ، في: مردخاي كوغان ، إسرائيل أفعل (أد. ): آه ، آشور. . . قدمت دراسات في التاريخ الآشوري والتاريخ القديم للشرق الأدنى إلى حاييم تدمر (Scripta Hierosolymitana 33) ، (القدس 1991) ، 99-103.